# Pseudopanurgus nebrascensis
Pseudopanurgus nebrascensis är en biart som först beskrevs av Crawford 1903.  Pseudopanurgus nebrascensis ingår i släktet Pseudopanurgus och familjen grävbin. Inga underarter finns listade i Catalogue of Life.